# محمد فتاو
محمد فتاو (انگلیسی: Mohammed Fatau؛ زادهٔ ۲۴ دسامبر ۱۹۹۲) بازیکن فوتبال اهل غنا است که در پست هافبک دفاعی برای باشگاه اف سی وان بازی می‌کند.